# Gabriel Boreau
Gabriel Boreau (Paris, 19 décembre 1880 - Paris, 29 décembre 1957) était un grand capitaine d'industrie de l’entre-deux-guerres. Président-directeur général de la Thomson-Houston (précurseur de Thalès et d'Alstom) et de la Compagnie générale de radiologie (précurseur de la General Electric), il a contribué à l’émergence, et a pris part à la gouvernance, de nombreuses sociétés de l’industrie de l’électricité dans la première moitié du XXe siècle. Spécialiste des moteurs asynchrones, il avait contribué pendant la Première Guerre mondiale à la construction des avions Louis Breguet, à Villacoublay.
Gabriel Boreau était aussi un inventeur original : il a été parmi les premiers à appliquer les nouvelles technologies pneumatiques et électroniques à la musique et à la production de nouveaux sons. Fondateur de la Société d'études et de construction d'instruments de musique en 1920, il a inventé le Violonista, automate virtuose du violon, en 1922, et le Radiotone, précurseur des synthétiseurs modernes, en 1929.
Ingénieur ESPCI diplômé en 1900 (16ème promotion), Commandeur de la Légion d’honneur, Gabriel Boreau a été président de l’Association des anciens élèves de 1944 à 1954, et Vice-président de la Société d’encouragement de l’industrie nationale. Un amphithéâtre de l’ESPCI Paris porte aujourd’hui son nom.

## Biographie

### Enfance et famille
Gabriel Boreau naît le 19 décembre 1880 à Paris (34 rue Poissonnière, 75002), sous le nom Joseph Gabriel. Son père, Arthur Victor Boreau (1840-1910), est commis principal au ministère de la guerre, chevalier de la Légion d’honneur à titre militaire pour la “campagne 1870-1871 contre les allemands”. Sa mère est Anne Dauter. 
Il épouse Alice Renault (1887-1965), le 25 juillet 1910 à Paris. Ensemble, ils ont deux enfants, Pierre Boreau (1911-1965) et Jacques Boreau (1913-1975).

### Études
Gabriel Boreau est reçu à l’École municipale de physique et de chimie industrielles de la Ville de Paris en 1897. Il a alors 16 ans, et est le plus jeune de sa promotion.
Il sort de l'école diplômé Ingénieur en 1900, major de sa promotion en physique.

## Carrière industrielle

### Moteurs asynchrones
Gabriel Boreau entre en 1903 à la maison Breguet à Douai. Il y est d'abord ingénieur, puis sous-directeur des ateliers de construction électrique. Il y travaille en particulier avec Paul Boucherot sur le moteur asynchrone. La notice des services rendus par Gabriel Boreau pour le grade d’Officier de la Légion d’honneur souligne qu'il a participé à la mise au point des premiers moteurs asynchrones fabriqués en France, à l'établissement des théories de base, des études et de la construction des premières turbines de Laval.
En août 1914, il est mobilisé et affecté à la 2ème réserve aéronautique. Pendant la guerre de 14-18, en collaboration avec Louis Breguet, Boreau réalise des études et travaux pour l’établissement du fameux avion Breguet type 14 sorti en grande série à Villacoublay. Dès 1917, Boreau devient directeur des ateliers d’aviation Louis Breguet à Villacoublay.

### Électrotechnique et électronique
En 1921, Gabriel Boreau entre à la Compagnie française Thomson-Houston (premier nom de la société Thomson-CSF, aujourd'hui Thales). Il y est successivement ingénieur, puis directeur des 3 usines (Neuilly-sur-Marne, Suresnes, Paris), puis directeur général, puis délégué du Conseil d’administration.
En 1930 devient ingénieur en chef, puis directeur général de la Compagnie générale d’électrocéramique (CGEC).
Par la suite, il sera ingénieur en chef de la porcelainerie électro-technique à Lesquin-Lille, puis ingénieur-conseil de la société Carbone Lorraine (devenue Mersen).

### Électricité
Boreau a été Président-Directeur général de la Compagnie générale de radiologie (CGR) (devenue General Electric). 
Il a également été ingénieur en chef de la société L’Éclairage électrique à Nancy, ingénieur-conseil de la Compagnie industrielle des piles électriques (CIPEL) (devenue Mazda, puis Energizer) et Président d’honneur de la Fédération nationale des syndicats des industries radio-électriques.

## Inventions

### Le Violonista

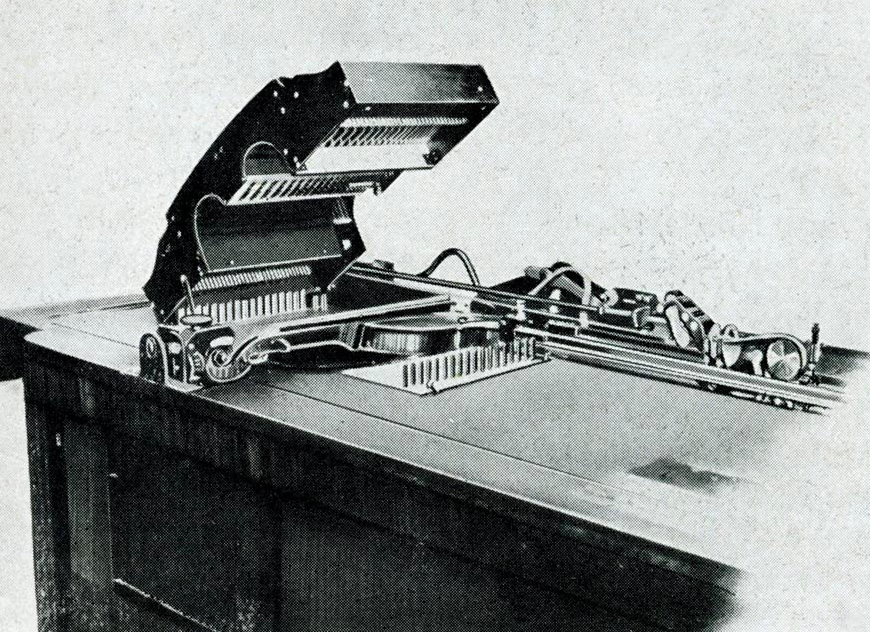
Le violonista

À partir de 1913, Gabriel Boreau tente de fabriquer, en collaboration avec Emile Aubry, un automate capable de jouer du violon. Un brevet leur est décerné en 1926. La description de l’appareil et de sa conception est décrite en détail dans Le Violonista, Appareil pneumatique réalisant automatiquement avec un violon et un archet normaux le jeu du violoniste par M. G. Boreau, paru dans le Bulletin de la Société d’encouragement pour l’industrie nationale, juin 1926. Ainsi, la machine utilise un archet et un violon normaux car d'après Boreau, le jeu et le son du violon ne peuvent être reproduits exactement par aucune autre combinaison.L'appareil peut réaliser différents types de jeux de violon, notamment le jeu dit « à la corde », les sons filés, le détaché, les trilles, les petites notes et les agréments, le « martelé », le « piqué » et le staccato.
Le violoniste a été utilisé pour réaliser la bande sonore du film Le Monde des automates en 1928.

### Le Radiotone
Le Radiotone est l'un des premiers instruments de musique électronique. Il fut inventé en 1929 par Gabriel Boreau.  
Comme un clavier moderne, le Radiotone était composé d'un clavier comparable à celui d'un piano, et il pouvait émettre les sons de différents instruments: orgue, cuivres, instruments à cordes ou à vent.   

## Prix et distinctions

### Prix
- Médaille d'honneur du travail
- 1927: Médaille d'or de la Société d'encouragement pour l'industrie nationale, Comité des Arts Economiques, pour l'invention du Violonista[11]

### Sociétés savantes

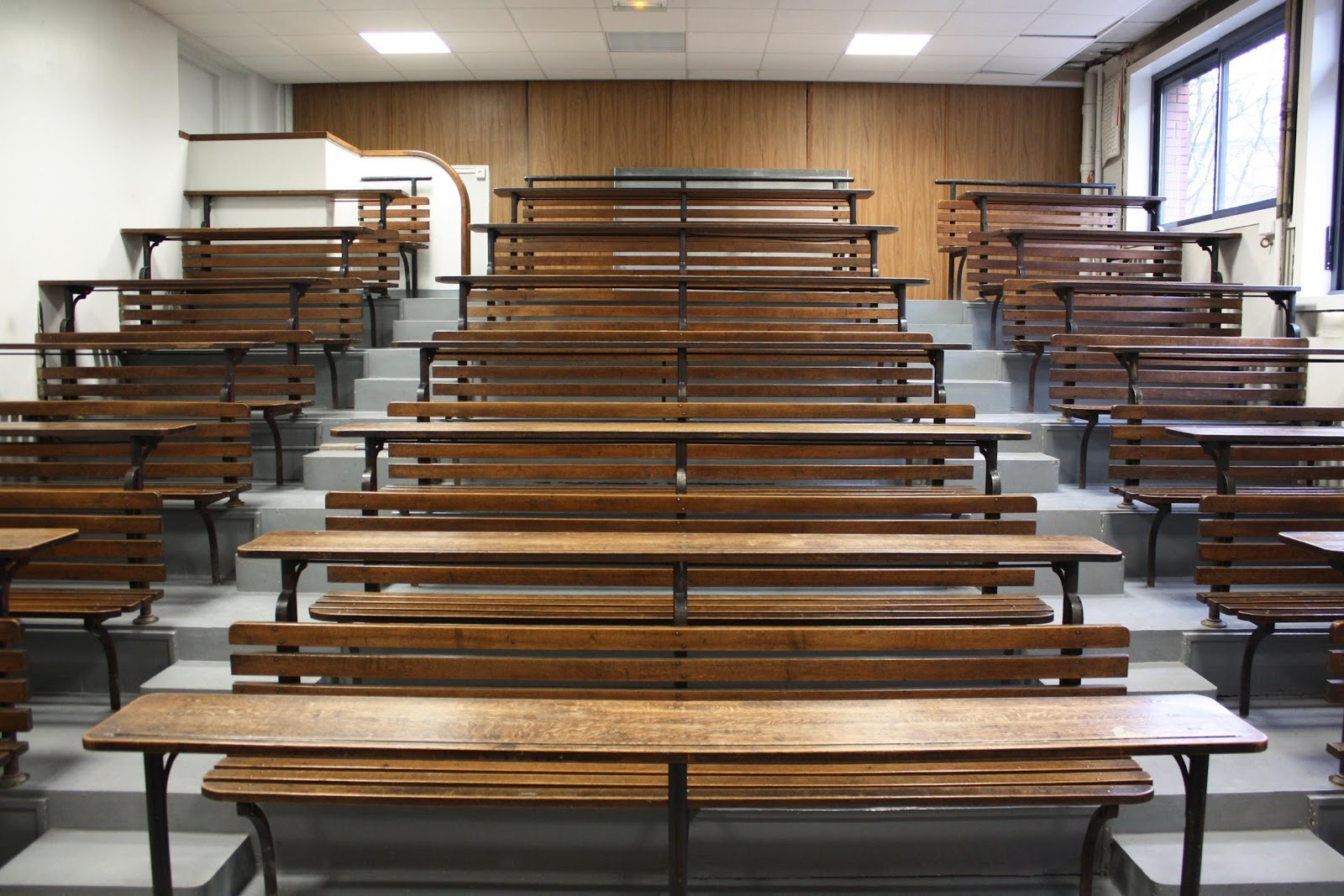
Amphithéâtre Gabriel Boreau à l'ESPCI Paris

- 1944 - 1954 : Président de l’Association amicale des anciens élèves de l’ESPCI
- 1949 - 1957 : Vice-président de la Société d’encouragement pour l’industrie nationale
- 1950 : secrétaire général du comité d’organisation des cérémonies du cinquantenaire de la découverte du radium, à l’ESPCI
- Président d’honneur de la Société des anciens établissements Eiffel (devenue Eiffage)

### Légion d'honneur
- 4 février 1937 : Chevalier, en qualité d'ingénieur et d'inventeur[12]
- 9 août 1947 : Officier en qualité de président de l’Association des anciens élèves de l’École de physique & chimie[12]
- 27 janvier 1953 : Commandeur, en qualité de Vice-président de la Société d’encouragement pour l’industrie nationale[12]